# Altermagnetisme

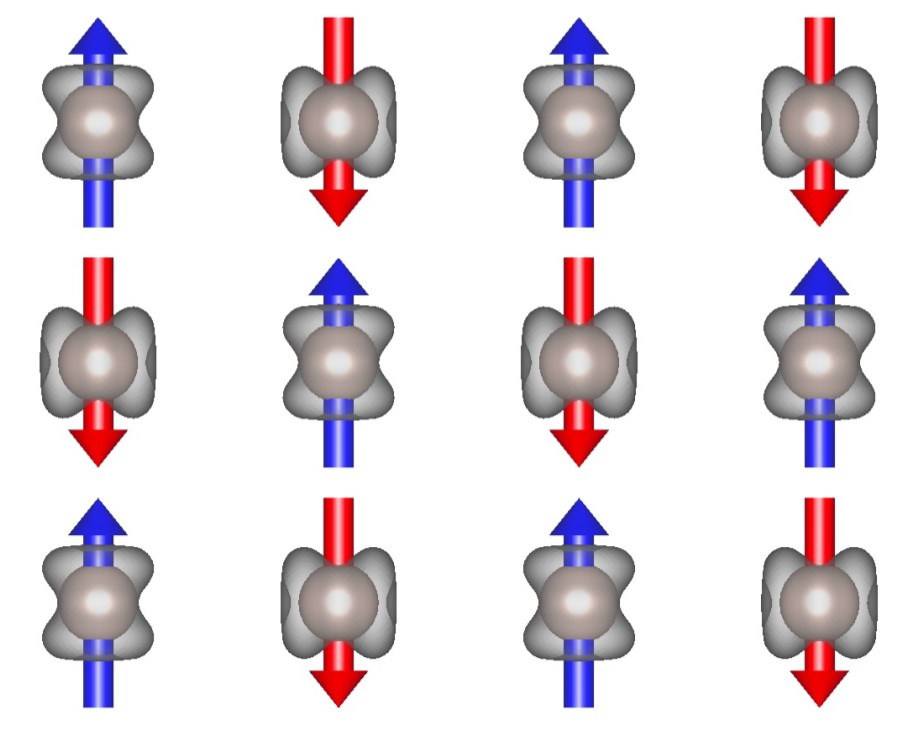
Un exemple d'ordenació altermagnètica, amb la direcció dels girs i l'orientació espacial dels àtoms alternant en els llocs veïns del cristall.

En la física de la matèria condensada, l'altermagnetisme és un tipus d'estat magnètic persistent en cristalls ideals. Les estructures altermagnètiques són colineals i compensades per la simetria del cristall, donant lloc a una magnetització neta zero. A diferència d'un antiferroimant colineal ordinari, un altre estat magnètic amb magnetització neta zero, les bandes electròniques d'un alterimant no són Kramers degenerades, sinó que depenen del vector d'ona d'una manera dependent de l'espin. En relació amb aquesta característica, es van publicar observacions experimentals clau el 2024. S'ha especulat que l'altermagnetisme pot tenir aplicacions en el camp de l'espintrònica.

## Estructura cristal·lina i simetria
En els materials altermagnètics, els àtoms formen un patró regular amb gir alternant i orientació espacial als llocs magnètics adjacents del cristall.
Els àtoms amb moment magnètic oposat es troben en imants alternatius acoblats per la rotació del cristall o la simetria del mirall. L'orientació espacial dels àtoms magnètics pot originar-se de les gàbies circumdants d'àtoms no magnètics. Les subreticules d'espín oposades en el telurur de manganès altermagnètic (MnTe) es relacionen mitjançant la rotació d'espín combinada amb la rotació de sis vegades de cristall i la translació cel·lular de mitja unitat. En el diòxid de ruteni altermagnètic (RuO2), les subreticules d'espín oposades estan relacionades mitjançant una rotació de cristall de quatre vegades.

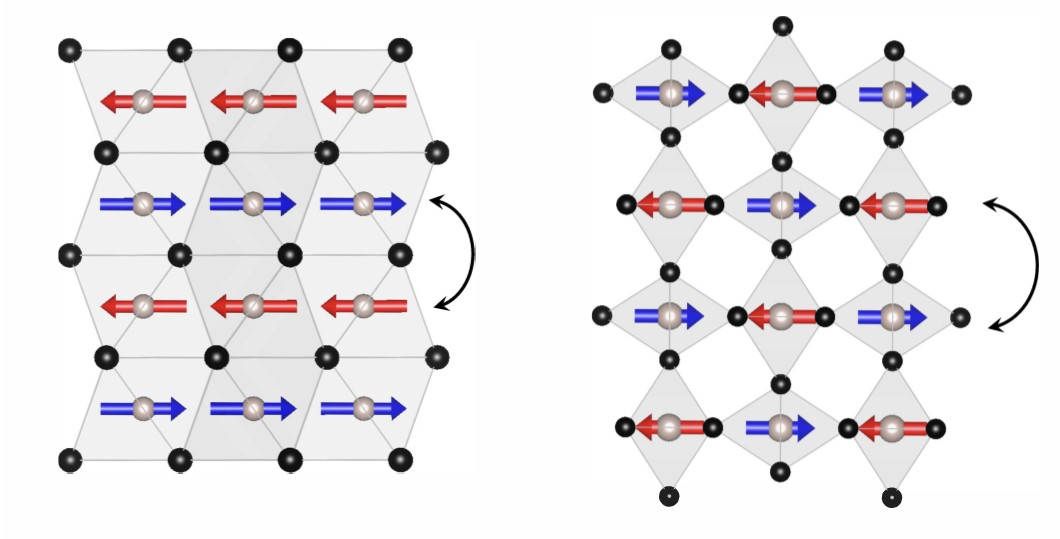
Patró magnètic i cristal·lí alternant en tel·lurur de manganès altermagnètic (MnTe, esquerra) i diòxid de ruteni (RuO_{2}, dreta).

## Estructura electrònica
Una de les característiques distintives dels alterimants és una estructura de banda específicament dividida en espín que es va observar experimentalment per primera vegada en un treball que es va publicar el 2024. L'estructura de la banda altermagnètica trenca la simetria de la inversió del temps, Eks = E-ks (E és energia, k vector d'ona i s espín) com en els ferroimants, però a diferència dels ferroimants, no genera magnetització neta. La polarització d'espín altermagnètica s'alterna a l'espai del vector d'ona i forma 2, 4 o 6 nodes degenerats d'espín característics, respectivament, que corresponen als paràmetres d'ordre d-, g o i-ones. Un alterimant d'ona d es pot considerar com la contrapartida magnètica d'un superconductor d'ona d.
- Superfície de Fermi d'un metall altermagnètic. Els colors blau i vermell corresponen a la polarització amunt i avall de l'espín.
- L'estructura de banda d'un imant alternatiu.

La polarització de gir altermagnètic a l'estructura de la banda (diagrama energia-vector d'ona) és colineal i no trenca la simetria d'inversió. La divisió de spin altermagnètica és parell en el vector d'ona, és a dir (kx2 -ky2)sz. Per tant, també es diferencia de la textura de gir no colineal Rasba o Dresselhaus que trenquen la simetria d'inversió en materials no magnètics o antiferromagnètics no centrosimètrics a causa de l'acoblament gir-òrbita. La ruptura no convencional de la simetria de la inversió del temps, la divisió de spin gegant de ~1eV i l'efecte Hall anòmal es van predir per primera vegada i es van confirmar experimentalment en RuO2.

## Materials
L'evidència experimental directa de l'estructura de bandes altermagnètiques en MnTe semiconductor i RuO2 metàl·lic es va publicar per primera vegada el 2024. Es preveu que molts més materials siguin alterimants, que van des d'aïllants, semiconductors i metalls fins a superconductors. L'altermagnetisme es va predir en materials 3D i 2D tant amb elements lleugers com pesants i es pot trobar en estructures de bandes no relativistes i relativistes.

## Propietats
Els alterimants presenten una combinació inusual de propietats ferromagnètiques i antiferromagnètiques, que s'assemblen molt més a les dels ferroimants. Els distintius de materials altermagnètics com l'efecte Hall anòmal s'han observat abans (però aquest efecte també es produeix en altres sistemes compensats magnèticament com els antiferroimants no colineals). Els imants alternatius també presenten propietats úniques, com ara corrents anòmals i de gir que poden canviar de signe a mesura que el cristall gira.

## Observacions experimentals
El febrer de 2024, els investigadors de la Universitat Johannes Gutenberg de Mainz (JGU) van assolir una fita significativa demostrant experimentalment l'altermagnetisme. Van utilitzar un microscopi d'impuls especialment adaptat per exposar una fina capa de diòxid de ruteni als raigs X, donant lloc a l'emissió d'electrons. Mitjançant l'anàlisi de la distribució de velocitats d'aquests electrons, els investigadors van determinar les seves velocitats i van inferir les seves direccions de gir mitjançant raigs X polaritzats circularment. Aquest experiment va proporcionar proves directes del comportament altermagnètic, confirmant l'existència d'aquesta tercera classe de magnetisme.
El desembre de 2024, investigadors de la Universitat de Nottingham van proporcionar la primera imatge experimental d'altermagnetisme, confirmant les seves propietats úniques de simetria d'espín. Utilitzant la microscòpia del centre de vacant de nitrogen i el dicroisme lineal magnètic de raigs X (XMLD), van visualitzar els corrents polaritzats per spin que sorgeixen de l'ordre altermagnètic protegit per la simetria del cristall. Aquest ordre presentava una alineació de gir antiparal·lel dins de diferents subgels de cristall, creant una polarització de gir compensadora sense magnetització macroscòpica. Aquestes troballes van validar les prediccions teòriques i van demostrar el potencial dels materials altermagnètics en dispositius espintrònics d'alta velocitat i baixa energia.